# PANDORA (吉川晃司のアルバム)
『PANDORA』（パンドーラ）は、吉川晃司の14枚目のスタジオ・アルバム。2002年8月7日 に徳間ジャパンコミュニケーションズよりリリースされた。

## 解説
前作『HOT ROD』以来、3年ぶりのオリジナル・アルバムで、徳間ジャパンコミュニケーションズ移籍後初のアルバムとして発売された。
DVD付初回限定盤と通常盤の2形態で発売され、初回盤はスリーブケース仕様となっており、三池崇史監督のミュージック・ビデオ「PANDORA」が収録されたDVDを付属している。
シングル「パンドーラ」との連動企画で、抽選で100名に当選するPANDORA特製グッズの応募券付き。

## 音楽性
2曲目の「The Gundogs」は、元BOØWYの松井常松と、高橋まことが参加している。
3曲目の「Fame & Money」は、中国放送ローカルの深夜番組から誕生したKEN-JIN BANDの「Hungry Man」のセルフカバー。タイトルは変更され、歌詞はベースを残しながらも変更されている。
9曲目の「Juicy Lovin'」は、SOPHIAの松岡充がコーラスで参加している。
10曲目の「もしも僕が君ならば」は、CDブック『ウインター・グリーティング』収録曲のリテイクヴァージョン。

## リリース履歴
| No. | リリース日    | レーベル                                       | 規格                          | カタログ番号          | 備考                                                                                | 出典        |
| --- | ------------- | ---------------------------------------------- | ----------------------------- | --------------------- | ----------------------------------------------------------------------------------- | ----------- |
| 1   | 2002年8月7日  | 徳間ジャパンコミュニケーションズ／JAPAN RECORD | CD+DVD（初回盤） CD（通常盤） | TKCA-72388 TKCA-72399 | 最高順位 32位 初回生産分のみスリーブケース仕様                                      |             |
| 2   | 2014年5月14日 | ワーナーミュージック・ジャパン                 | SHM-CD                        | WPCL-11817            | 24bitデジタルリマスタリング仕様                                                     | [ 2 ] [ 3 ] |
| 3   | 2014年5月28日 | ワーナーミュージック・ジャパン                 | SHM-CD                        | WPCL-11907            | CD-BOX『Complete Album Box』収録、紙ジャケット仕様、24bitデジタルリマスタリング仕様 | [ 4 ] [ 5 ] |
| 4   | 2025年1月22日 | ユニバーサルミュージック                       | SHM-CD                        | UPCY-8036             | 40周年記念 2024年最新リマスタリング・紙ジャケット仕様 CD(SHM-CD)                    | [ 6 ]       |

## 収録曲
| #         | タイトル               | 作詞                         | 作曲                   | 編曲                   | 時間  |
| --------- | ---------------------- | ---------------------------- | ---------------------- | ---------------------- | ----- |
| 1.        | 「TOKYO CIRCUS」       | 吉川晃司                     | 吉川晃司               | 吉川晃司               | 3:56  |
| 2.        | 「The Gundogs」        | Jam・吉川晃司                | 吉川晃司               | 吉川晃司               | 3:45  |
| 3.        | 「Fame & Money」       | 吉川晃司・横山雄二・松井五郎 | 吉川晃司               | 吉川晃司               | 4:28  |
| 4.        | 「Crack」              | Jam・吉川晃司                | 吉川晃司               | 吉川晃司               | 4:16  |
| 5.        | 「Little my girl」     | 吉川晃司                     | 吉川晃司・ホッピー神山 | 吉川晃司・ホッピー神山 | 4:02  |
| 6.        | 「ユメノヒト」         | 吉川晃司・Jam                | 吉川晃司・菅原弘明     | 吉川晃司・菅原弘明     | 3:57  |
| 7.        | 「マシンガンジョー」   | 松井五郎・吉川晃司           | 吉川晃司・後藤次利     | 吉川晃司・後藤次利     | 3:52  |
| 8.        | 「パンドーラ」         | 松井五郎・吉川晃司           | 吉川晃司・ホッピー神山 | 吉川晃司・ホッピー神山 | 4:05  |
| 9.        | 「Juicy Lovin'」       | 吉川晃司                     | 吉川晃司               | 吉川晃司               | 4:23  |
| 10.       | 「もしも僕が君ならば」 | 吉川晃司                     | 吉川晃司               | 菅原弘明               | 4:38  |
| 合計時間: | 合計時間:              | 合計時間:                    | 合計時間:              | 合計時間:              | 41:22 |

| #  | タイトル                               | 作詞 | 作曲・編曲 |
| -- | -------------------------------------- | ---- | ---------- |
| 1. | 「PANDORA」(PERFECT EDITION)           |      |            |
| 2. | 「STRIP OFF PANDORA CLIP」             |      |            |
| 3. | 「MAKING OF PANDORA CLIP」             |      |            |
| 4. | 「TV-SPOT」(15" version & 30" version) |      |            |

## 参加ミュージシャン
- 吉川晃司 - ボーカル、ギター (1-9)、プログラミング (1-9)、キーボード (1,2,3,4,9)、コーラス (1,2,4,5)
- 坂元達也 - ドラムプログラミング（1）
- 高橋まこと - ドラム (2)
- そうる透 - ドラム (3,8)
- 村上“ポンタ”秀一 - ドラム (4)
- 湊雅史 - ドラム (5,9)
- 後藤次利 - ベース (1,7,9)
- 松井恒松 - ベース (2)
- 小池ヒロミチ - ベース (3,5,8)
- 吉田建 - ベース (4)
- 原田喧太 - コーラス（1,7）、アコースティック・ギター (5,10)、ギターソロ (5,9)
- ホッピー神山 - デジタル・プレジデント（5,8）
- 菅原弘明 - ギター (6,10)、ベース (6)、キーボード（6,10）、プログラミング (10)
- 松岡充 - コーラス (9)